# Steindachnerina amazonica
Steindachnerina amazonica és una espècie de peix de la família dels curimàtids i de l'ordre dels caraciformes.

## Morfologia
- Els adults poden assolir 9,9 cm de llargària total.
- Nombre de vèrtebres: 31-33.[3]

## Hàbitat
Viu en zones de clima tropical.

## Distribució geogràfica
Es troba a Sud-amèrica: conca del riu Tocantins al Brasil.